# Шуто-Оризарі (община)
Община Шуто-Оризарі (мак. Општина Шуто Оризари) — община в Північній Македонії. Община є адміністративною одиницею-мікрорайоном столиці країни — Скоп'є, розташована на півночі Македонії, Скопський статистично-економічний регіон, з населенням 20 800 мешканців, які проживають в общині з площею 7.48 км².